# Andreas Hoas
Andreas Simonsson Hoas, född 25 oktober 1865 i Gammalsvenskby, död 21 december 1943 i Broa, Norrlanda socken, Gotland, var en svensk-ukrainsk sångare.
Hoas var son till Simon Simonsson Hoas och Anna Hoas. Han gifte sig 1885 med Maria född Knutas, med vilken han fick åtta barn. Paret ägde en gård mittemot kyrkan i Gammalsvenskby. Familjen flyttade vidare till Lödöse, där de verkade som jordbrukare tillsammans med sonen Petters och dottern Marias familjer. Efter en tid flyttade Hoas till Kanada, där de arrenderade en farm i Meadows. 1936 flyttade Hoas till Gotland och bosatte sig vid Broa. Året därpå gjorde makarna Hoas ett fyrtiotal inspelningar för Landsmålsarkivet i Uppsala, som ville dokumentera Gammalsvenskbys kultur. 2001 gavs inspelningarna ut på CD.